# Ciro Durán
Ciro Durán est un réalisateur et scénariste colombien né en 1937 à Convención (Colombie) et mort le 10 janvier 2022,.

## Filmographie
- 1962 : La paga
- 1968 : Aquileo Venganza
- 1975 : Villa de Leyva (court métrage)
- 1976 : Corralejas de Sincelejo
- 1977 : Tayrona (court métrage)
- 1978 : Gamín
- 1980 : Las cuatro edades del amor
- 1988 : Tropical Snow
- 1993 : Comment vont les enfants
- 1996 : La nave de los sueños
- 2000 : La toma de la embajada